# Realschule an der Mellinghofer Straße
Die Realschule an der Mellinghofer Straße ist eine weiterführende Schule der Stadt Mülheim an der Ruhr. Sie wurde 1967 als koedukative Aufbaurealschule an der städtischen Realschule in Broich gegründet und 1968 als eigenständige Schule an der Mellinghofer Straße angesiedelt. Nach mehreren Umbenennungen und der Umwandlung in eine sechsklassige Normalform der Realschule erhielt sie 1985 ihren heutigen Namen. Die Schule hat 570 Schüler und 51 Lehrer (Stand: 2023).

## Schulprofil
Das Schulmotto „Erziehung durch Beziehung“ steht für den Anspruch, den allgemeinen Bildungsauftrag um eine individuelle Betreuung der Schülerinnen und Schüler zu ergänzen. Wesentliche Bausteine dabei sind die Vorbereitung auf die berufliche Qualifikation mit Hilfe des Beruforientierungsbüros, die Förderung der Lesekompetenz in den sogenannten Lesebüros, die Auseinandersetzung mit der eigenen Geschichte sowie die berufsvorbereitende Kooperation mit ortsansässigen Unternehmen. Zur Förderung der Fremdsprachenkompetenz besteht seit dem Schuljahr 2006/07 eine Partnerschaft mit dem Collège Louis Armand in Moulins-les-Metz.
Im Rahmen der Qualitätsanalyse NRW wurde 2008 das Qualitätsprofil der Realschule an der Mellinghofer Straße als gut bis sehr gut eingestuft. 2012 wurde der Schule vom Schulministerium des Landes NRW das Gütesiegel Individuelle Förderung verliehen. Seit 2013 gibt es eine Integration von Schülern mit sonderpädagogischem Förderbedarf.

## Schulleitung
- Erich Geyer (1967)
- Ernst-Hermann Schmolke (1968–1978)
- Josef Bauer (1979–1983)
- Wolfgang Horz (1983–1984)
- Klaus Zeller (1985–2007)
- Judith Koch (2007–2022)
- Grit Freiberg-Scheidt (seit 2022)

## Ehemalige Schüler
- Stefan Chmielewski (* 1968), Fußballspieler
- Torsten Chmielewski (* 1968), Fußballspieler